# 540
| 540                |
| ------------------ |
| Dødsfald - Fødsler |
|                    |

| Gregoriansk kalender | 540 DXL                 |
| Ab urbe condita      | 1293                    |
| Armensk kalender     | I/T                     |
| Kinesiske kalender   | 3236 – 3237 己未 – 庚申 |
| Etiopisk kalender    | 532 – 533               |
| Jødisk kalender      | 4300 – 4301             |
| Hindukalendere       |                         |
| - Vikram Samvat      | 595 – 596               |
| - Shaka Samvat       | 462 – 463               |
| - Kali Yuga          | 3641 – 3642             |
| Iransk kalender      | 82 BP – 81 BP           |
| Islamisk kalender    | 85 BH – 84 BH           |

Se også 540 (tal)

## Født
- Rosamond, langobardernes dronning